# Hermann Schadock
Hermann Schadock (* 21. Dezember 1883 in Berlin; † 27. März 1951 ebenda) war ein deutscher Kameramann und Pionier des heimischen Stummfilms.

## Leben
Schadock hatte nach dem Volksschulabschluss in seiner Heimatstadt eine Ausbildung zum Fotografen erhalten und dort auch in diesem Beruf gearbeitet.
1909 kam er zum Film und fotografierte in der Folgezeit bis zum Ausbruch des Ersten Weltkriegs einige frühe Inszenierungen des Produzenten Heinrich Bolten-Baeckers, burleske Lustspiele mit dem beliebten Komiker Leo Peukert. 1917 wurde Schadock eingezogen, kurz nach Kriegsende kehrte er hinter die Kamera zurück.
Bereits in den frühen 1920er Jahren, nach der Fotografie zu einigen Sensationsfilmen des Schauspielers und Regisseurs Valy Arnheim, fand Hermann Schadock keine Beschäftigung mehr als Kameramann und musste sich in den kommenden Jahren als Standfotograf durchschlagen.

## Filmografie
- 1911: Leo Saperloter
- 1911: Leo und seine drei Bräute
- 1912: Leo als Bazillenträger
- 1912: Leo, der Witwenfreund
- 1913: Leo, der Aushilfskellner
- 1913: Mein Leopold
- 1917: Die Bronzeschale
- 1918: Unter der Peitsche des Geschickes
- 1918: Wenn die rote Heide blüht
- 1919: Angelo, der Riese
- 1919: Ballskandal
- 1919: Miss Sarah Sampson
- 1920: Die Schreckensnacht auf Schloß Drachenegg
- 1920: Der fliegende Tod
- 1920: Exzellenz Unterrock
- 1920: Das Gastmahl des Todes
- 1921: Taschendiebe
- 1921: Der Todesflieger
- 1921: Die Hochbahnkatastrophe
- 1921: Die Blitzzentrale
- 1923: Schwarze Erde